# 諏訪神社 (大阪市)
諏訪神社（すわじんじゃ）は、大阪市城東区諏訪にある神社。旧社格は村社。

## 祭神
- 主祭神 - 建御名方刀美命、八坂刀売之命

## 歴史
創建の年代は不明であるが、境内にある石灯籠に承和3年（836年）4月寄進と刻まれているので、平安時代前期にはあったようである。
延喜元年（901年）に菅原道真が大宰府に左遷される途中で当社に立ち寄り、参拝したと伝わる。
そのため、以降この地は「左遷道（させんどう）」と呼ばれるようになったが、左遷はやはり良くなかったか、音はそのままで字のみ「左専道」に改められたとする。
明治時代になると村社に列せられている。
1973年（昭和48年）10月1日に住居表示が実施されると、この周辺の地名は諏訪1から4丁目に改められ道真ゆかりの「左専道」の地名は消滅した。

## 獅子舞
天正18年（1590年）に豊臣秀吉によって行われた小田原攻めの時期、秀吉が大坂城の天守閣から外を眺めた際に森の様に木が生い茂っていた当社が目に留まり参拝した所、戦に勝利したという逸話がある。その際、秀吉は神社の霊験を得たとして、雄と雌の一対の獅子を奉納したとされる。総毛の獅子は大阪では珍しいものである。
雄獅子は白豊号、雌獅子は白雲号と呼ばれていたが、雄獅子は1885年（明治18年）に起こった明治十八年の淀川洪水で流失してしまった。しかし、雌獅子と雄獅子の複製が現存している。同神社の獅子舞は奉納後に始まったとされるが、前述の水害で資料が流失してしまった為不明。昭和に入り、戦争のために一時途絶えたが、獅子地車保存会により1968年（昭和43年）に復活した。毎年の秋祭りの際に行われている。
2003年（平成15年）、大阪市の無形民俗文化財に指定。

## 境内
- 本殿
- 拝殿
- 社務所
- 菅公腰掛石 - 延喜元年（901年）に菅原道真が大宰府に左遷された際に当社に立ち寄り、この石に座ったという。
- 地車庫
- 大砲 - 五稜郭攻めに官軍が使用したクルップ製の大砲。

### 摂・末社
- 大國神社・談山神社 - 大國神社は摂社。
- 腰掛天満宮
- 春宮神社
- 玉長社
- 招魂社
- 稲荷社

## 文化財

### 大阪市指定無形民俗文化財
- 諏訪神社の獅子舞 - 対象は諏訪神社獅子地車保存会。

## 神事
夏と秋に開催。だんじりの曳行が行われる。2007年（平成19年）には地車購入50周年を迎え、記念祭が開催された。
秋祭りには獅子舞が行われている。

## 交通アクセス

### 鉄道
JR学研都市線・おおさか東線 放出駅から南へ500m

### バス
大阪シティバス　諏訪神社前 停留所すぐ。古くから市バスの終着点として利用されている。かつては大阪市立総合医療センターへ向かう系統も存在していたほか、近鉄バスが布施駅と蒲生四丁目間の路線を走っていた。
諏訪神社前
- 22号系統：地下鉄深江橋・玉造・鶴橋駅前・上本町六丁目・天王寺区民センター・天王寺区役所・寺田町経由 あべの橋行き